# Jego ostatni ukłon (opowiadanie)
Jego ostatni ukłon (ang. His Last Bow) – opowiadanie Arthura Conana Doyle’a z serii przygód Sherlocka Holmesa. Po raz pierwszy opublikowane we wrześniu 1917 w czasopismach „The Strand Magazine” (ilustracje Alfred Gilbert) i „The Collier’s Weekly Magazine” (ilustracje Frederic Dorr Steele). Następnie weszło do tomu pod tym samym tytułem Jego ostatni ukłon w październiku 1917 r. Znane też jako Ostatni ukłon, Pożegnalny ukłon i Jego ostatnie pociągnięcie smyczkiem.
Podobnie jak w Brylancie kardynała Mazariniego narracja trzecioosobowa, inaczej niż w większości przygód Holmesa, gdzie stosowana jest narracja pierwszoosobowa.
Szpieg Cesarstwa Niemieckiego, von Bork, zdobywa tajemnice państwowe Wielkiej Brytanii. 2 sierpnia 1914 zostaje uwięziony przez Holmesa, od lat przygotowującego jego demaskację.
Tytuł miał oznaczać koniec przygód detektywa, jednak czytelnicy ponownie wymusili na autorze napisanie kolejnych opowiadań.
Ekranizacje:
- 1921 – w roli Holmesa Eille Norwood[1]
- 1986 – w roli Holmesa Wasilij Liwanow; film jest połączeniem fabuł Druga plama, Kciuk inżyniera i Plany Bruce-Partington[2]